# Алея вчених МДУ
Алея вчених — меморіально-парковий ансамбль, розташований навпроти входу до головного корпусу Московського державного університету з боку Воробйових гір. Уздовж басейну з фонтанами встановлено дванадцять пам'ятників-бюстів російським науковим та культурним діячам. Скульптури розташовані симетрично вздовж бортиків басейну — по шість з кожного боку. Створення монументів відбувалося з 1949 до 1953 року.

## Історія
Пам'ятники встановили в 1953 році. Дирекція художніх виставок і панорам, спільно з архітекторами головного корпусу МДУ. визначили єдині параметри для всіх статуй: висота — 104 см, висота голів скульптур — 47 см, розміри кожного постаменту — 202,5 на 202,5 см.
У 2004 році архітектурно-парковий ансамбль «Алея вчених» і 12 бюстів розпорядженням Уряду Москви № 2535-РП від 20.12.2004 року були внесені до Реєстру об'єктів культурної спадщини РФ як пам'ятки містобудування та архітектури регіонального значення.
У 2017 році було здійснено реставрацію алеї. У ході проведених робіт фахівці очистили бюсти від забруднень (переважно пилу і сажі), заповнили шви і тріщини спеціальними мінеральними та полімерними сумішами, відновили пошкоджені ділянки, нанесли консервуюче покриття, яке захищає пам'ятники від негативного впливу навколишнього середовища і запобігає подальшим руйнуванням. Біля підніжжя монументів місця утворення мурашників обробили спеціальними біоцидними препаратами.

## Список пам'ятників
| Персоналії           | Скульптор         |
| -------------------- | ----------------- |
| Олександр Герцен     | Сергій Коненков   |
| Василь Докучаєв      | Ігор Крестовський |
| Микола Жуковський    | Матвій Манізер    |
| Микола Лобачевський  | Микола Дидикін    |
| Михайло Ломоносов    | Йосип Козловський |
| Дмитро Мендєлєєв     | Матвій Манізер    |
| Іван Мічурін         | Матвій Манізер    |
| Іван Павлов          | Матвій Манізер    |
| Олександр Попов      | Марія Литовченко  |
| Климент Тімірязєв    | Сергій Меркуров   |
| Пафнутій Чебишев     | Йосип Рабинович   |
| Микола Чернишевський | Георгій Нерода    |

## Галерея
- Алея вчених біля головного корпусу МДУ (2017 рік)